# Севрук, Александер
Александер Севрук (пол. Aleksander Sewruk; 17 января 1912, Корнин — 23 ноября 1974, Варшава) — польский актёр ревю, театра, кино и телевидения, также художественный руководитель и директор театров.

## Биография
Александер Севрук родился в Корнине (ныне Попельнянский район Житомирской области Украины); учился математике в Варшавском университете, но не окончил. Работал сначала служащим, затем, с 1932 года, в рабочих командах. В 1939 году, после начала войны, был призван в армию. Попав в плен, в 1940 году организовал в немецком лагере любительский театр. После освобождения в мае 1945 года создал с группой товарищей выездной театр ревю и до 1947 года выступал с ним в Германии. По возвращении в Польшу сдал актёрский экзамен в Варшаве и в октябре 1947 года дебютировал на сцене драматического театра в Ольштыне. Актёр, художественный руководитель и директор театров в Ольштыне, Эльблонге, Познани и Варшаве. В 1969—1974 годах выступал в спектаклях «театра телевидения» .
Умер в Варшаве, похоронен на кладбище Воинское Повонзки.
В память об Александре Севруке драматический театр в Эльблонге с 2007 года носит его имя.

## Избранная фильмография
| Год       | Русское название                              | Оригинальное название      | Роль                                    |
| --------- | --------------------------------------------- | -------------------------- | --------------------------------------- |
| 1953      | Целлюлоза                                     | Celuloza                   | Вайшиц, начальник полиции               |
| 1954      | Под фригийской звездой                        | Pod gwiazdą frygijską      | Вайшиц, начальник полиции               |
| 1955      | Часы надежды                                  | Godziny nadziei            | Досяд, шахтёр                           |
| 1955      | Волшебный велосипед                           | Zaczarowany rower          | Ваницкий, механик                       |
| 1958      | Пепел и алмаз                                 | Popiół i diament           | Свецкий                                 |
| 1959      | Орёл                                          | Orzeł                      | Козловский, командир                    |
| 1959      | Загадочный пассажир                           | Pociąg                     | адвокат                                 |
| 1960      | Стеклянная гора                               | Szklana góra               | председатель                            |
| 1961      | Сегодня ночью погибнет город                  | Dziś w nocy umrze miasto   | охранник                                |
| 1961      | Минувшее время                                | Czas przeszly              | Филип, руководитель диверсионной группы |
| 1961      | Безмолвные следы                              | Milczące ślady             | пьяный в корчме                         |
| 1964      | Итальянец в Варшаве                           | Giuseppe w Warszawie       | Кишке                                   |
| 1964      | Барышня в окошке                              | Panienka z okienka         | корчмарь                                |
| 1966      | Давай любить сиренки                          | Kochajmy syrenki           | охотник                                 |
| 1966–1968 | Четыре танкиста и собака                      | Czterej pancerni i pies    | советский генерал                       |
| 1968      | Дансинг в ставке Гитлера                      | Dancing w kwaterze Hitlera | комбатант                               |
| 1968      | Ставка больше, чем жизнь (только в 7-й серии) | Stawka większa niż życie   | сослуживец Клосса                       |
| 1970      | Романтики                                     | Romantyczni                | корчмарь                                |
| 1971      | Нюрнбергский эпилог                           | Epilog norymberski         | Джеффри Лоуренс                         |
| 1972      | Стеклянный шар                                | Szklana kula               | отец Аги                                |
| 1972      | Анатомия любви                                | Anatomia miłości           | ксёндз                                  |
| 1973      | Час пик                                       | Godzina szczytu            | председатель Тшос                       |
| 1973      | Чёрные тучи                                   | Czarne chmury              | маршалек королевского двора             |
| 1974      | Первый правитель                              | Gniazdo                    | эпизод                                  |
| 1975      | Ночи и дни                                    | Noce i dnie                | доктор Веттлер                          |

## Признание
- 1959 — Серебряный приз за роль в фильме «Орёл» — I Московский международный кинофестиваль
- 1959 — Кавалерский крест ордена Возрождения Польши
- 1963 — Орден «Знамя Труда» 2-й степени
- 1965 — Заслуженный деятель культуры Польши
- 1966 — Государственная премия ПНР 2-й степени